# Помазан, Роман Максимович
Рома́н Макси́мович Помаза́н (укр. Роман Максимович Помазан; род. 5 сентября 1994, Бердянск, Запорожская область) — украинский футболист, защитник клуба «Штурм» (Иванков).

## Игровая карьера
В футбол начинал играть в Бердянской ДЮСШ под руководством тренера Э. Бондаренко. В ДЮФЛ выступал в командах «Азовсталь» (Мариуполь) и «Олимпик-УОР» (Донецк).
В 2013 году Помазан был зачислен в юниорскую команду запорожского «Металлурга». В сезоне 2012/13 в юношеском первенстве футболист сыграл 7 матчей. Уже в следующем сезоне стал полноправным игроком молодёжной команды. Неоднократно выводил дублеров запорожской команды на матчи в качестве капитана команды.
В мае 2015 года перед очередным матчем Премьер-лиги у тренера «Металлурга» Анатолия Чанцева возникли проблемы с составом: семь человек «основы» были травмированы, а молодые Кузнецов и Татарков уехали на молодёжный чемпионат мира в Новую Зеландию. В связи с этим в основной команде был задействован Помазан. В Премьер-лиге дебютировал 15 мая 2015 года в игре с одесским «Черноморцем». Далее футболист тренировался с основой и в оставшихся до конца сезона матчах выходил на поле в стартовом составе. 27 ноября 2015 года было объявлено о решении игрока покинуть «Металлург».
В феврале 2016 года стал игроком «Гелиоса».